# Dichapetalum arenarium
Dichapetalum arenarium är en tvåhjärtbladig växtart som beskrevs av Franciscus Jozef Breteler. Dichapetalum arenarium ingår i släktet Dichapetalum och familjen Dichapetalaceae. Inga underarter finns listade i Catalogue of Life.